# Зелене (Польща)
Зелене (пол. Zielenie) — село в Польщі, у гміні Осек-Малий Кольського повіту Великопольського воєводства.
Населення — 181 особа (2011).
У 1975-1998 роках село належало до Конінського воєводства.

## Демографія
Демографічна структура станом на 31 березня 2011 року:
|          | Загалом | Допрацездатний вік | Працездатний вік | Постпрацездатний вік |
| -------- | ------- | ------------------ | ---------------- | -------------------- |
| Чоловіки | 84      | 17                 | 60               | 7                    |
| Жінки    | 97      | 28                 | 52               | 17                   |
| Разом    | 181     | 45                 | 112              | 24                   |